# Paul Kottwitz
Paul Kottwitz (* 25. Juni 1913 in Essen; † 12. Juni 1983 in Nabburg) war Bergwerksdirektor im Oberpfälzer Flussspatbergbau.

## Leben
Paul Kottwitz studierte in Oberschlesien Bergbau und kam 1936 noch vor dem Zweiten Weltkrieg nach Nabburg, um im oberpfälzer Flussspat-Bergbau zu arbeiten. 
Dort lernte er seine Frau Elisabeth, geb. Danhauser kennen, die er am 29. April 1939 in Beuthen heiratete. Er arbeitete damals in der Grube Karsten-Zentrum als Steiger.
Bald darauf wurde er als Soldat für den Krieg gegen Frankreich eingezogen. 
Der sich anschließende Russlandfeldzug endete für ihn kurz vor dem Kessel in Stalingrad. Dort wurde Kottwitz durch einen Granatsplitter am rechten Bein verletzt. Die Wunde heilte oberflächlich zu. 
Er wurde als unabkömmlich für die Kohleförderung erklärt und vom weiteren Kriegseinsatz befreit. 
Im Oktober 1944 meldete sich eine Knocheneiterung zurück, die dazu führte, dass er bis zum Kriegsende gehunfähig war.
1954 wurde er von der Saline Ludwigshalle AG im oberpfälzischen Flussspatbergbau als Geschäftsführer für das Flussspatwerk Schwarzenfeld GmbH eingestellt. Der Sitz des Unternehmens befand sich auf dem Gelände der Grube Cäcilia, die sich damals zur weltweit größten Förderstätte des Minerals entwickelt hatte.
1962 wurde eine Aufbereitungsanlage (Flotation) auf dem Gelände der Grube Cäcilia errichtet. Dadurch konnte der Betrieb noch einige Jahre aufrechterhalten werden.
Folgende benachbarten Gruben lieferten ihre Förderung an die Aufbereitungsanlage und mussten trotzdem nach und nach von Paul Kottwitz abgewickelt werden:
Auch aus China importierter und aus dem Donauwörther Flussspatrevier zugekaufter Flussspat wurden verarbeitet.
Am 20. Oktober 1970 wurde Kottwitz das Verdienstkreuz 1. Klasse der Bundesrepublik Deutschland mit folgender Begründung überreicht:

„Paul Kottwitz war nach dem Kriege 7 Jahre lang Obersteiger bei der Grube Roland und der Vereinigten Flußspatgruben GmbH in Stulln, bevor er 1954 als Betriebsleiter und Geschäftsführer in die Dienste der Flußspatwerk Schwarzenfeld GmbH eintrat. In dieser Zeit hatte er maßgebenden Einfluß auf die Gestaltung des Flußspatbergbaus, setzte sich tatkräftig für die technische Entwicklung der Gruben ein und überzeugte sich stets selbst an Ort und Stelle über die von ihm weitgehend mitbestimmten Untersuchungsarbeiten. Als wegen Absatzschwierigkeiten verschiedene Betriebe die Förderung einstellten, gelang es ihm die Gewinnung von Flußspat fortzuführen und der oberpfälzischen Wirtschaft die vorhandenen Arbeitsplätze und eine wichtige Rohquelle zu erhalten. Als dann die Nachfrage in plötzlich großem Ausmaß einsetzte, konnte er noch zwei Gruben übernehmen und so die Versorgung der Industrie in der Bundesrepublik mit dem wichtigen Rohstoff für einige weitere Jahre gewährleisten. Darüber hinaus ist er seit Jahren stellvertretender Vorsitzender des Vereins Deutscher Flußspatgruben.“

1973 übernahm die Kali Chemie, heute Solvay GmbH, das gesamte Aktienpaket der Saline Ludwigshalle.
Die Weiterführung dieser Gesellschaft erfolgte unter dem Namen Kali-Chemie Fluor GmbH, Bad Wimpfen.
1978 wurde die Aufbereitungsanlage auf der Grube Cäcilia nach Thailand verkauft. Das Angebot dort den Wiederaufbau dieser Anlage zu betreuen konnte er aus gesundheitlichen Gründen nicht mehr annehmen.
Am 12. Juni 1983 verstarb er kurz vor seinem siebzigsten Geburtstag.